# Сислей, Альфред
Альфред Сислей (фр. Alfred Sisley, 30 октября 1839, Париж — 29 января 1899, Море-сюр-Луэн) — французский живописец-пейзажист английского происхождения, представитель импрессионизма, родился и прожил большую часть жизни во Франции. Он был самым последовательным из импрессионистов в своем стремлении писать пейзажи en plein air (то есть на открытом воздухе).
Среди его значительных работ — серия картин реки Темзы, в основном в районе Хэмптон-Корта, выполненная в 1874 году, и пейзажи, изображающие места в Море-сюр-Луан или его окрестностях. Известные картины, изображающие Сену и её мосты в бывших пригородах Парижа, как и многие другие его пейзажи, характеризуются спокойствием и выполнены в бледных оттенках зелёного, розового, лилового, пыльно-голубого и кремового. С годами выразительность и насыщенность цвета Сислея возросли.

## Биография
Сислей родился 30 октября 1839 года в Париже, его отцом был британский коммерсант Уильям Сислей (Сисли).
В 1857 году родители отправили Альфреда в Лондон для обучения коммерции, но юноша предпочёл заниматься живописью и в 1862 году вернулся в Париж. По возвращении он поступил в мастерскую Шарля Глейра, где сблизился с Клодом Моне, Камилем Писсаро, Огюстом Ренуаром и Фредериком Базилем. Наибольшее влияние на Сислея как на художника оказали британские мастера Уильям Тёрнер, Джон Констебл и Ричард Паркс Бонингтон, а также французы Камиль Коро, Гюстав Курбе и Эжен Буден.
В 1866 году Сислей женился на Мари Эжени Лекуэзек — от этого брака родилось двое детей. Семейный портрет Сислеев в 1868 году написал друг семьи, Огюст Ренуар. В 1873 году стал одним из основателей «Акционерного общества художников-живописцев», в которое вошли многие импрессионисты. В 1890 году избран членом Национального общества изящных искусств.
Студенческие работы Сислея не сохранились. Ранний период творчества характеризуется гармоничными и воздушными пейзажами, роднящими художника с другими импрессионистами. В начале 70-х годов XIX века, после франко-прусской войны, вместе с семьёй поселился в Вуазене, рядом с городком Лувесьен, к западу от Парижа. С середины 1880-х годов он находился под сильным влиянием Клода Моне, в его манере стали усиливаться элементы декоративности, он начинает работать с хроматическими, мерцающими красками, приводящими к ощущению дематериализации предметов в его композициях. Пейзажи Сислея, отмеченные тонким лиризмом и выдержанные в свежей и сдержанной световой гамме, передающие подлинную атмосферу Иль-де-Франса, хранят в себе особую прозрачность и мягкость природных явлений всех времен года. Сислей никогда не стремился к необычным эффектам, использовал простую композицию и ограниченную цветовую гамму.
Сислей умер 29 января 1899 года в нищете и безвестности в местечке Море-сюр-Луэн, близ Фонтенбло, от ревматизма и рака горла, всего на несколько месяцев пережив свою жену. 15 июля 1911 года в Море-сюр-Луэн ему был открыт памятник.
В период нацизма (1933—1945) ряд произведений Сислея были отобраны у еврейских коллекционеров произведений искусства нацистами в рамках массового грабежа евреев, предшествовавшего Холокосту. 18 июня 2004 года картина Сислея «Soleil de printemps», «Le Loing» (1892) были возвращена семье Луи Хирша на торжественной церемонии в Париже.

## Произведения
- Сельская аллея (1864)
- Мороз в Лувесьенне (1873), Государственный музей изобразительных искусств им. А. С. Пушкина
- Вид Монмартра с Цветочного острова (1869)
- Ранний снег в Лувесьенне (1872)
- Мост в Аржантее (1872)
- Регата в Хэмптон-Корте (1874)
- Наводнение в Порт-Марли (1876)
- Лужайки весной (1880—1881), Национальная галерея, Лондон
- Ветреный день в Венё (1882), Государственный Эрмитаж
- Берега в Сен-Маммесе (1884), Государственный Эрмитаж
- Опушка леса в Фонтенбло (1885), Государственный музей изобразительных искусств им. А. С. Пушкина

- Некоторые работы
- Городок Вильнёв-ла-Гаренн. 1872. Государственный Эрмитаж. Санкт-Петербург.
- Баржи в Бийянкуре. 1877. Государственный Эрмитаж. Санкт-Петербург.
- Осень: Берег Сены вблизи Буживаля. 1873. Музей изящных искусств. Монреаль
- Мост Море́ летом. 1888. Галереи Аквавелла. Нью-Йорк.
- Лужайки весной. 1880—1881. Национальная галерея. Лондон.
- Снег в Лувесьенне. 1874. Коллекция Филлипса[англ.]. Вашингтон
- Сена близ Пор-Марли, куча песка. 1875. Чикагский институт искусств